# هيو فليتشر
هيو فليتشر (بالإنجليزية: Hugh Fletcher)‏ (8 أبريل 1933 في المملكة المتحدة - ) هو لاعب كرة قدم بريطاني في مركز الدفاع. لعب مع نادي سلتيك ونادي كارلايل يونايتد وLochgilphead F.C. ‏.